# Plectorhinchus cinctus
Plectorhinchus cinctus är en fiskart som först beskrevs av Temminck och Schlegel, 1843.  Plectorhinchus cinctus ingår i släktet Plectorhinchus och familjen Haemulidae. Inga underarter finns listade i Catalogue of Life.